# Nhậm Nhiên
Nhậm Nhiên (Tiếng Trung: 任然, bính âm: Rèn rán); sinh ngày 3 tháng 7 năm 1989 sinh tại thành phố Thành Đô, tỉnh Tứ Xuyên, Trung Quốc. Là nữ ca sĩ người Trung Quốc, tốt nghiệp Học viện Âm nhạc hiện đại Bắc Kinh.

## Tiểu sử
Sau khi tốt nghiệp, cô ấy sống ở quận Triều Dương, Bắc Kinh, Trung Quốc. Sau đó, cô xin vào Universal Music Group và làm trợ lý cho nhạc sĩ Tiết Vĩnh Gia. Trong thời gian này, cô không chỉ củng cố kiến thức nhạc lý học được trong trường đại học mà còn hiểu biết sâu sắc hơn về âm nhạc, đặt nền móng cho màn ra mắt trong tương lai.
Ngay từ khi mới ra mắt, cô đã sáng tác rất nhiều bài hát hay, như "Trống Rỗng " và "Lương Thành", vì vậy cô được gọi là một cô gái tài năng.
Mặc dù cô không nổi tiếng nhưng cô không quan trọng điều đó, cô thích chơi nhạc và chỉ âm thầm chơi những ca khúc mà mình yêu thích với chất giọng nổi bật.
Mặc dù không được nhiều người biết đến nhưng những bài hát do cô thực hiện đều tương đối nổi bật như ca ca khúc "Đảo không người", "Phi điểu và ve sầu".

## Sự nghiệp
Vào ngày 17 tháng 8 năm 2011, Nhậm Nhiên phát hành Album đầu tiên cùng tên của mình.
Vào tháng 5 năm 2012, cô phát hành đĩa đơn "Xin chào, người xa lạ". 
Vào ngày 1 tháng 1 năm 2014, Nhậm Nhiên phát hành Album "Bên ngoài thế giới". Ngày 1 tháng 3, bài hát "Yêu 1+1" do Nhậm Nhiên và Trâu Thuận Lợi thực hiện được phát hành, đây là bài hát kết thúc của bộ phim truyền hình "Giao Chi Luyến".
Vào ngày 27 tháng 9 năm 2015, Nhậm Nhiên phát hành Album "Nhậm Nhiên Tinh Tuyển Tập". Vào tháng 12, phát hành Album "Từ nhỏ đến lớn" và đĩa đơn "Ngôn ngữ của đôi môi".
Ngày 13 tháng 7 năm 2017, ca khúc "Vui vẻ" do Nhậm Nhiên cùng với Tiểu Lai Ca thể hiện được phát hành, đây là bài hát là bài hát chủ đề cho bộ phim "Tạm biệt tuổi 17". Ngày 24 tháng 7, phát hành ca khúc "Du hành thời gian" do Nhậm Nhiên và Triệu Đăng Khải thể hiện.
Vào ngày 31 tháng 8 năm 2017, Album "Tình yêu không xảy ra" được phát hành, và bài hát "Đảo không người" được đưa vào Album với tư cách là ca khúc thứ ba. Vào ngày 30 tháng 9, phát hành bài hát "Họa hạ niên thiếu" là bài hát là bài hát kết thúc của phim "50 mét xanh thẳm". Ngày 28 tháng 12, ca khúc "Trống rỗng" được phát hành.
Vào tháng 9 năm 2018, ca khúc "Cổ tích tình yêu" do Nhậm Nhiên thể hiện phát hành, bài hát là nhạc phim của bộ phim "Lương sinh liệu đôi ta có thể ngừng đau thương". Vào ngày 13 tháng 12, ca khúc "May mắn" được phát hành, đây là bài hát kết thúc của bộ phim truyền hình "Hoa râm bụt nở".
Vào ngày 4 tháng 8 năm 2019, bài hát "Hồng" do Nhậm Nhiên thể hiện đã được phát hành, đây là bài hát chủ đề của bộ phim "Danh sách quái vật: Tô Cửu Nhi". Vào ngày 19 tháng 8, bài hát "Một sợi trần duyên" được phát hành, bài hát chủ đề cho lễ kỉ niệm 11 năm của trò chơi "Tầm Tiên". Ngày 30 tháng 8, bài hát "Từ khi em gặp được anh"  được phát hành, là bài hát kết thúc của phim "Cô gái ngoài hành tinh Sài Tiểu Thất". Ngày 15 tháng 10, bài hát "Tâm Lữ" đã được phát hành, là bài hát chủ đề của bộ phim "Hành trình đến bờ biển".
Vào ngày 3 tháng 7 năm 2020, bài hát "Phi điểu và ve sầu" của Nhậm Nhiên được phát hành. Vào ngày 24 tháng 7, bài hát "Bài ca thời niên thiếu" được phát hành, là bài hát kết thúc của bộ phim truyền hình "Hai mươi bất hoặc". Vào ngày 19 tháng 9, bài hát "Chu Sa"  hát cùng Dịch Thạc Thành được phát hành. Đĩa đơn "Xuân Sơn Không" được phát hành vào tháng 11; đĩa đơn "Kinh hỷ" được phát hành vào ngày 24 tháng 12.
Ngày 18 tháng 1 năm 2021, phát hành đĩa đơn "Ngôi sao không thể nắm giữ". Ngày 31 tháng 1, thể hiện ca khúc "Nhất niệm tiêu dao", bài hát chủ đề cho trò chơi di động cùng tên "Nhất Niệm Tiêu Dao". Vào ngày 11 tháng 3, bài hát "Niệm" đã được phát hành.
Ngày 20 tháng 4 năm 2021, phát hành đĩa đơn "Rơi xuống biển".

## Danh sách đĩa nhạc

### Album[a]
| Thời gian phát hành | Tên album                              | Ca khúc | Ghi chú |
| 17/8/2011           | Nhậm Nhiên (任然)                      | Ca khúc 1. Tiêu cực (消极) 2. Sống một mình (一个人生活) 3. Mất trí nhớ (失忆) 4. Trú mưa (雨避) 5. Em một chút cũng không đau lòng (我一点也不难过) |         |
| 1/1/2014            | Bên ngoài thế giới (世界之外)          | Ca khúc 1. Bên ngoài thế giới (世界之外) 2. Đừng nói (别说) 3. Dễ dàng (轻松) 4. Nỗi buồn không thể tả (不可名状的忧伤) 5. Xin lỗi, không sao (对不起没关系) |         |
| 27/9/2015           | Nhậm Nhiên Tinh Tuyển Tập (任然精選集) | Ca khúc 1. Bên ngoài thế giới (世界之外) 2. Năm ấy (那年) 3. Kẻ ngu ngốc nhất (最傻的傻瓜) 4. Em sẽ không giả vờ (我不会假装) 5. Em không muốn nói (我不想说) 6. Tính cách (角色) 7. Bệnh đa nghi (疑心病) 8. Thuộc về tình yêu (属于爱的) 9. Túy Hồng Lâu (醉红楼)                                                                        |         |
| 15/1/2016           | Từ nhỏ đến lớn (从小到大)              | Ca khúc 1. Từ nhỏ đến lớn (从小到大) 2. Vô tâm (无心) 3. Sơn ngoại tiểu lâu dạ thính vũ (山外小楼夜听雨) 4. Bệnh đa nghi (疑心病) |         |
| 31/8/2017           | Tình yêu không xảy ra (没有发生的爱情) | Ca khúc 1. Bắt đầu (开始) (Intro) 2. Phi điểu (飞鸟) 3. Đảo không người (无人之岛) 4. Luyến ái trung đích tê ngưu (恋爱中的犀牛) 5. Động vật nhân (动物人) 6. Không xinh đẹp (不美) 7. Chưa xong (末完) (Outro) |         |
| 20/4/2021           | Rơi xuống biển (落海)                  | Ca khúc 1. Đại mộng phương tỉnh (大梦方醒) 2. Tình cảm của nhà văn (感情作家) 3. Rơi xuống biển (落海) |         |
| 2/6/2021            | Ngày mai xuất phát (明日启程)          | Ca khúc 1. Thời gian một đi không trở lại (一去不回的时光) 2. Quá khứ (過往) 3. Bạn cũ (舊友) 4. Sau khi rời đi (離開之後) |         |
| 3/7/2021            | Nỗ lực trưởng thành (努力长大)         | Ca khúc 1. Cô bạn nhỏ (小朋友) 2. Không chạy trốn (不逃) 3. Đông ý (冬意) 4. Người xấu (坏人) 5. Vật còn người mất (物是人非) 6. Gửi tôi thân yêu (亲爱的我) |         |
| 27/7/2021           | Ren Nhiên (Ren然)                      | Ca khúc 1. Phi điểu và ve sầu (飞鸟和蝉) 2. Khổng tước (孔雀) 3. Tỏa tại luân hồi (锁在轮回) 4. Người hạ màn (落幕人) 5. Xuân sơn không (春山空) 6. Kinh hỷ (惊喜) 7. Ngôi sao không thể nắm giữ (没握住的星) 8. Niệm (念) 9. Di (咦) 10. Kẻ trộm mặt trăng (偷月亮的人) 11. Di (咦) (hợp xướng) 12. Niệm (念) (remix) 13. Di (咦) (remix) |         |
| 13/11/2021          | Giữa em và anh (你我之间)              | Ca khúc 1. Ngẫu nhiên một trăm phần ngàn (十万分之一的偶然) 2. Khó chịu nổi (难堪) 3. Để yên (别管) 4. Tam sơ (三梳) 5. Kẻ thắng (赢家) |         |

### Đĩa Đơn và các bản thu âm[b]
| Ngày phát hành | Tên bài hát                      | Tựa đề tiếng Trung | Phối hợp                                                                | MV | Ghi chú |
| -------------- | -------------------------------- | ------------------ | ----------------------------------------------------------------------- | -- | ------- |
| 31/5/2012      | Xin chào người xa lạ             | 你好陌生人         |                                                                         |    | Single  |
| 13/7/2012      | Sau đó thì sao                   | 然後呢             |                                                                         |    |         |
| 27/9/2015      | Ngôn ngữ của đôi môi             | 唇语               |                                                                         |    | Single  |
| 25/7/2016      | Nỗi buồn khiêu khích             | 情绪挑拨           |                                                                         |    | Single  |
| 25/8/2016      | Bán hạ thanh xuân                | 半夏青春           |                                                                         |    | Single  |
| 25/10/2016     | Không thoát khỏi những hồi ức    | 走不出的回忆       |                                                                         |    | Single  |
| 25/11/2016     | Lương Thành (Thành Phố Lạnh Lẽo) | 凉城               |                                                                         | ★  | Single  |
| 25/11/2016     | Người kế nhiệm                   | 后继者             |                                                                         | ★  | Single  |
| 15/12/2016     | Năng lực kì diệu                 | 奇妙能力歌         |                                                                         |    | Cover   |
| 20/12/2016     | Kí ức sao Thủy                   | 水星记             |                                                                         |    | Cover   |
| 18/1/2017      | Không nỡ                         | 不舍               |                                                                         |    | Single  |
| 19/4/2017      | Vết thương lành                  | 外愈               |                                                                         |    | Single  |
| 3/3/2017       | Tam Sinh                         | 三生               |                                                                         |    | Single  |
| 6/6/2017       | Nhìn thấu                        | 看穿               |                                                                         | ★  | Single  |
| 30/9/2017      | Cuộc sống còn lại sau tình yêu   | 爱后余生           |                                                                         |    | Single  |
| 32/10/2017     | Đúng lúc                         | 刚好               |                                                                         |    | Single  |
| 7/12/2017      | Câu lạc bộ thất tình             | 失恋俱乐部         |                                                                         |    | Single  |
| 28/12/2017     | Trống rỗng                       | 空空如也           |                                                                         | ★  | Single  |
| 20/4/2018      | Du Tử Ngâm                       | 游子吟             |                                                                         |    | Cover   |
| 26/1/2018      | Mặc                              | 墨                 |                                                                         |    | Single  |
| 8/3/2018       | Tăm tối                          | 漆黑               |                                                                         |    |         |
| 17/5/2018      | Ốc đảo                           | 绿洲               |                                                                         |    |         |
| 2/8/2018       | Đông Đình                        | 东亭               |                                                                         |    |         |
| 2/11/2018      | Hủy diệt                         | 毁灭               |                                                                         |    | Single  |
| 21/12/2018     | Hương                            | 乡                 |                                                                         |    |         |
| 2/1/2019       | Yêu yêu yêu                      | 爱爱爱             |                                                                         |    | Single  |
| 4/1/2019       | Thiên Lôi                        | 天雷               |                                                                         |    |         |
| 20/2/2019      | Đọc thầm                         | 默读               |                                                                         |    |         |
| 1/3/2019       | Cảm ơn anh                       | 谢谢你             |                                                                         |    | Cover   |
| 30/3/2019      | Nhưng cuối cùng                  | 可最后             |                                                                         |    |         |
| 9/4/2019       | Đêm của những điều có thể        | 有可能的夜晚       |                                                                         |    |         |
| 10/4/2019      | Anh Vũ                           | 鹦鹉               |                                                                         |    |         |
| 26/4/2019      | Hoa Vũ Lạc                       | 花雨落             |                                                                         |    | Single  |
| 31/5/2019      | Em rất muốn là cô ấy             | 好想我是她         |                                                                         |    | Single  |
| 5/7/2019       | Người dưới vầng trăng            | 月球下的人         |                                                                         |    | Cover   |
| 6/7/2019       | Đi đến vô tình                   | 来去无意           |                                                                         |    | Single  |
| 18/8/2019      | Phi cơ                           | 飞机               |                                                                         |    | Single  |
| 26/8/2019      | Bại tướng                        | 败将               |                                                                         |    | Cover   |
| 28/9/2019      | Cầu Bà Ngoại                     | 外婆桥             |                                                                         |    | Cover   |
| 23/12/2019     | Hạ bút quá hoang mang            | 落笔太慌张         |                                                                         |    | Single  |
| 1/3/2020       | Y Tiểu thư                       | Y小姐              |                                                                         |    | Single  |
| 27/3/2020      | Chỉ thiếu một bước               | 一步之遥           |                                                                         |    | Single  |
| 14/5/2020      | Đối Huyền Cơ                     | 对玄机             | Vương Tử Ngọc                                                           |    |         |
| 1/7/2020       | Người từng yêu                   | 爱过的人           |                                                                         |    |         |
| 3/7/2020       | Phi điểu và ve sầu               | 飞鸟和蝉           |                                                                         | ★  | Single  |
| 7/8/2020       | Khổng Tước                       | 孔雀               |                                                                         |    | Single  |
| 28/8/2020      | Bỏ mặc em quạnh vắng             | 放任荒凉           |                                                                         |    |         |
| 1/9/2020       | Tỏa Tại Luân Hồi                 | 锁在轮回           |                                                                         |    | Single  |
| 19/9/2020      | Chu Sa                           | 朱砂               | Dịch Thạc Thành (Xun)                                                   |    | Single  |
| 9/10/2020      | Gian xảo                         | 刁钻               |                                                                         |    |         |
| 18/10/2020     | Người hạ màn                     | 落幕人             |                                                                         |    |         |
| 26/11/2020     | Xuân Sơn Không                   | 春山空             |                                                                         |    | Single  |
| 24/12/2020     | Kinh hỷ                          | 惊喜               |                                                                         |    | Single  |
| 18/1/2021      | Ngôi sao không thể nắm giữ       | 没握住的星         |                                                                         |    | Single  |
| 11/3/2021      | Niệm                             | 念                 |                                                                         |    | Single  |
| 20/4/2021      | Rơi xuống biển                   | 落海               |                                                                         |    | Single  |
| 16/7/2021      | Vui vẻ                           | 雀跃               |                                                                         |    | Single  |
| 14/8/2021      | Cảm ứng hai chiều                | 双向感应           | Từ Hạo                                                                  |    | Single  |
| 25/8/2021      | Bài ca gửi thời niên thiếu       | 给年少的歌         | Dư Tinh Đệ, Tưởng Tưởng, Kent Vương Kiện, Tiểu 5, Dịch Thạc Thành (Xun) |    |         |
| 30/9/2021      | Con rối                          | 木偶               |                                                                         |    | Single  |
| 25/12/2021     | Lo được nuông chiều              | 患得宠爱           |                                                                         |    | Single  |

### Nhạc Phim
| Năm  | Tên bài hát            | Tựa đề tiếng Trung | Phim                                           | Phối hợp    | Ghi chú |
| ---- | ---------------------- | ------------------ | ---------------------------------------------- | ----------- | ------- |
| 2012 | Đầu hạ năm ấy          | 那年初夏           | Chúng ta đáng yêu như thế                      |             |         |
| 2014 | Yêu 1+1                | 爱情1加1           | Giao Chi Luyến                                 |             |         |
| 2017 | Vui vẻ                 | 雀跃               | Tạm biệt tuổi 17                               | Tiểu Lai Ca |         |
| 2017 | Họa hạ niên thiếu      | 画下年少           | 50 mét xanh thẳm                               |             |         |
| 2018 | Cổ tích tình yêu       | 爱的童话           | Lương sinh liệu đôi ta có thể ngừng đau thương |             |         |
| 2018 | May mắn                | 有幸               | Hoa râm bụt nở                                 |             |         |
| 2019 | Hồng                   | 红                 | Danh sách quái vật: Tô Cửu Nhi                 |             |         |
| 2019 | Từ khi em gặp được anh | 自从我遇见你       | Cô gái ngoài hành tinh Sài Tiểu Thất           |             |         |
| 2019 | Tâm Lữ                 | 心旅               | Hành trình đến bờ biển                         |             |         |
| 2019 | Con rối                | 傀                 | Vô ảnh                                         |             |         |
| 2019 | Một sợi trần duyên     | 尘缘一线           | Nhạc chủ đề kỷ niệm 11 năm Game Tầm Tiên       |             |         |
| 2020 | Bài ca thời niên thiếu | 年少的歌           | Hai mươi bất hoặc                              |             |         |
| 2021 | Nhất niệm tiêu dao     | 一念逍遥           | Nhạc chủ đề của Game Nhất Niệm Tiêu Dao        |             | [ 18 ]  |